# Xylinissa
Xylinissa là một chi bướm đêm thuộc họ Noctuidae.